# Pałacyk Wilhelma Ellisa Raua w Warszawie
Pałacyk Wilhelma Ellisa Raua – neorenesansowy pałac zaprojektowany przez Leandra Marconiego dla Wilhelma Ellisa Raua, znajdujący się przy Al. Ujazdowskich 27 róg ul. Pięknej w Warszawie. Siedziba Ambasady Szwajcarii.

## Historia
Wilhelm Rau był warszawskim przemysłowcem, współzałożycielem zakładów metalowych firmy „Lilpop, Rau i Loewenstein”. W 1865 zatrudnił Leandra Marconiego do budowy pałacyku na swojej posesji w Alejach Ujazdowskich. Wybudowano go w latach 1866–1868 w stylu włoskiego renesansu. 
W fasadzie pałacyku umieszczono ryzality wzbogacone portykami z okrągłymi balkonami. W narożach ryzalitów elewacji frontowej znajdowały się figury przedstawiające Architekturę i Rzeźbę wykonane przez Marconiego oraz posągi Malarstwa i Mechaniki dłuta Andrzeja Pruszyńskiego. Ludwik Kucharzewski stworzył dekoracje fontanny oraz dwóch grup rzeźbiarskich. W pracach nad dekorowaniem wnętrz pałacu pracował także malarz Jan Strzałecki.
W 1906 właścicielką pałacu została Maria z Sapiehów Branicka. Zmarła w 1919; pałacyk odziedziczyła po niej jej córka Maria Radziwiłłowa. Po 1906 pałacyk rozbudowano od strony ogrodu dodając dwa krótkie skrzydła.
W drugiej połowie dwudziestolecia międzywojennego pałac wynajmowany był przez Ministerstwo Spraw Zagranicznych i pełnił funkcję rezydencji wiceministra Jana Szembeka. 
Budynek spłonął w 1944. W latach 1948–1949 został odbudowany ze zmianami według projektu Szymona Syrkusa i szwajcarskiego architekta Hansa Schmidt z przeznaczeniem na siedzibę Ambasady Szwajcarii. W czasie nie uwzględniono rzeźb znajdujących się wcześniej w elewacjach, a elewacja ogrodowa została zniekształcona w wyniku wbudowania między skrzydła garaży.
W 1965 pałac został wpisany do rejestru zabytków.